# Thomas Maul
Thomas Maul (* 6. August 1975; † 28. Januar 2025) war ein deutscher Autor, Schriftsteller und Theaterregisseur.

## Leben und Wirken
Maul studierte Philosophie und Theaterwissenschaften. 2003 kam sein erstes Stück heraus, 2011 inszenierte Maul am Jüdischen Theater Bimah in Berlin James Kirkwood und Ephraim Kishon. Er war von 2007 Autor und von 2012 bis März 2020 Redakteur des Magazin Bahamas. Er schrieb für die Jungle World, außerdem war er Gastautor auf dem rechtspopulistischen Blog Achse des Guten. 
Maul war verheiratet und lebte am Stadtrand von Berlin. 2025 starb er nach einem Herzinfarkt.

## Positionen
Maul berief sich in seinen Büchern und Artikeln auf eine materialistische Ideologiekritik in der Tradition von Marx, Freud und Adorno. Er beschrieb 2010 die islamische Weltanschauung als Symbiose aus Patriarchat, Eschatologie, Ritual, Dschihad und Despotie. Geprägt sei diese Religion demnach essenziell von einem „Phallozentrismus“, der den männlichen Trieb als ununterdrückbar kategorisiere.
Er bezeichnete die Partei AfD in einem Facebook-Post vom 9. Mai 2018 mit Bezug auf eine Parlamentsrede von Alexander Gauland zum 70. Jubiläum der Staatsgründung Israels als „einzige Stimme der Restvernunft im Deutschen Bundestag“. Dies löste einen linken „Szene-Streit“ in Leipzig um Mauls dort am 28. Mai gehaltenen Vortrag Zur Kritik des islamischen Antisemitismus und seiner Bagatellisierung aus, der in eine Boykott-Kampagne gegen den Veranstaltungsort Conne Island mündete. Während Maul im Kampf gegen die von ihm behauptete Islamisierung für eine staatliche Privilegierung des Christentums und des Judentums eintrat, kritisierte er an der römisch-katholischen Kirche, diese sei „bereits konstruktiver Teil des politischen Linkskartells“.
Im Kontext der COVID-19-Pandemie stieg er aus der Bahamas aus, veröffentlichte Texte gegen die Maßnahmen zur Eindämmung der Pandemie auf der Achse des Guten und auf dem Blog des die Anti-Corona-Maßnahmen ablehnenden Journalisten und Bloggers Boris Reitschuster, der dazu auf der Rückseite des Buchs von Maul zu den Anti-COVID-Maßnahmen mit „Ich habe Mauls brilliante Texte immer mit Kusshand genommen“ zitiert wird. Nach dem Bruch mit der Bahamas war das erste Projekt das Magazin Der Erreger (die beiden Ausgaben); dem folgte dann 2023 die Halbjahreszeitschrift Casa|blanca, bei der er Mitgründer und Redakteur war. Maul gehörte dem selbernannten antideutschen Spektrum an und vollzog mit der Bahamas 2009 den Wechsel zum Begriff der Ideologiekritik als zentralen Bezugspunkt mit, wozu die Kritik Post-Antideutscher gehörte.

## Rezeption
Während seine Gegner seine Kritik am politischen Islam, linken Kulturrelativismus und zeitgenössischen Feminismus als Ausdruck von „Linkenhass“, „Rassismus“ und „Sexismus“ verwarfen (Neues Deutschland, junge Welt), schätzten andere an Mauls „Provokationen“, dass durch sie „bundesweite Debatten […] losgetreten“ und „linke Gewissheiten hinterfragt“ würden (Taz).

## Bücher
- Die Macht der Mullahs, ça ira Verlag, Freiburg 2006.
- Sex, Djihad und Despotie, ça ira Verlag, Freiburg 2010.
- Sarahs Rache, XS-Verlag, Berlin 2013.
- Windspiel oder die Nase des Rauchers, XS-Verlag, Berlin 2013.
- Wert und Wahn, XS-Verlag, Berlin 2014.
- Darum negative Dialektik, XS-Verlag, Berlin 2014.
- Drei Studien zu Paulus, XS-Verlag, Berlin 2014.
- "Das Kapital" vollenden. Was das Scheitern der Marxschen Werttheorie über die bürgerliche Ökonomie verrät, XS-Verlag, Berlin 2019.
- Was man wann wissen konnte. Hinweise zur Aufarbeitung der Corona-Verbrechen, BoD, Norderstedt 2023.

## Theaterstücke
- Die Nase des Rauchers (2003)
- Sarahs Rache (2005)
- Menschenfeinde (2008), Uraufführung: 26. November 2008 am Schauspiel Neukölln
- Windspiel oder die Nase des Rauchers (2013)